# Lazurowe Wybrzeże

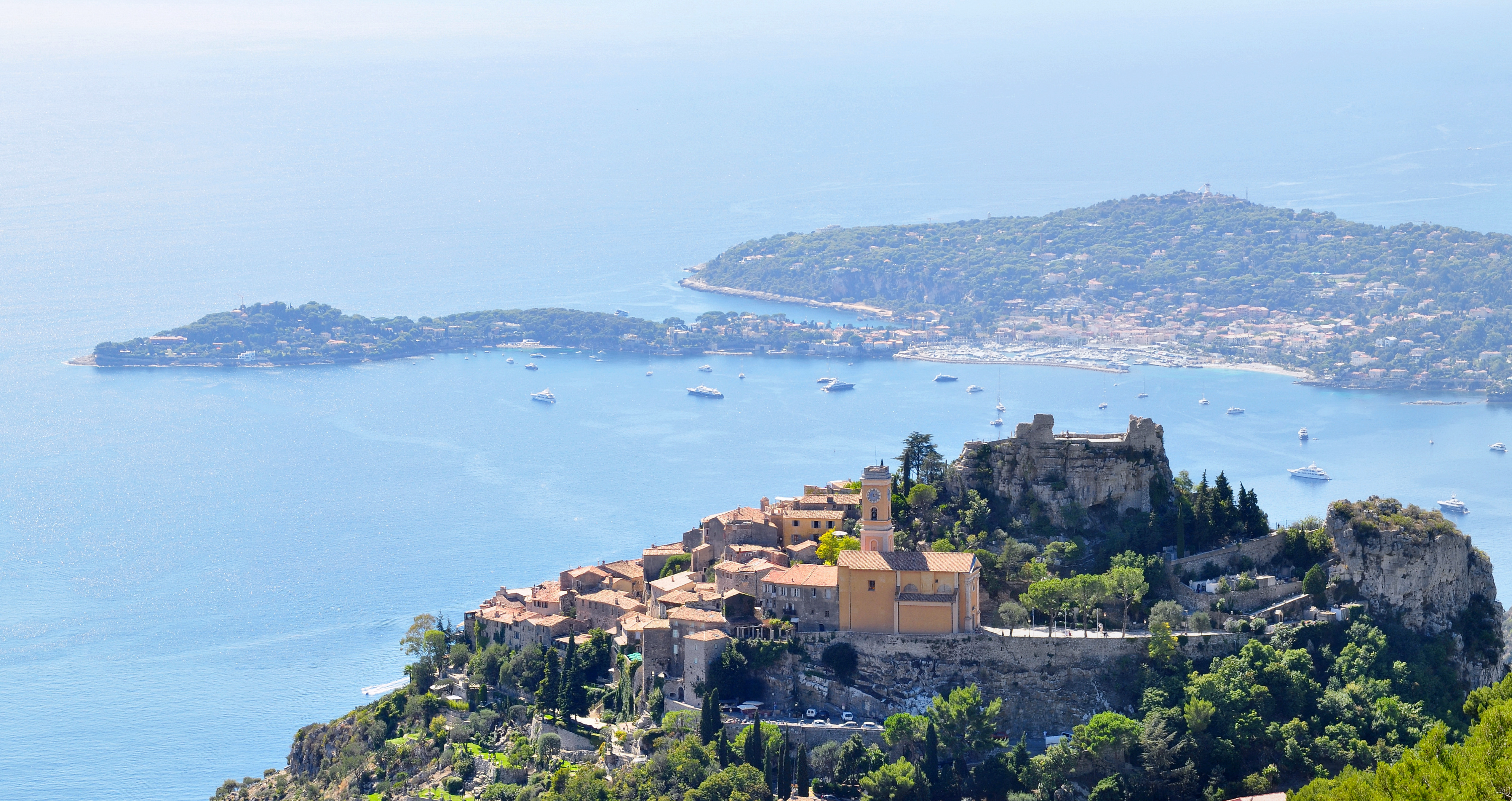
Lazurowe Wybrzeże – widok na Èze i Przylądek Ferrat w pobliżu Nicei.

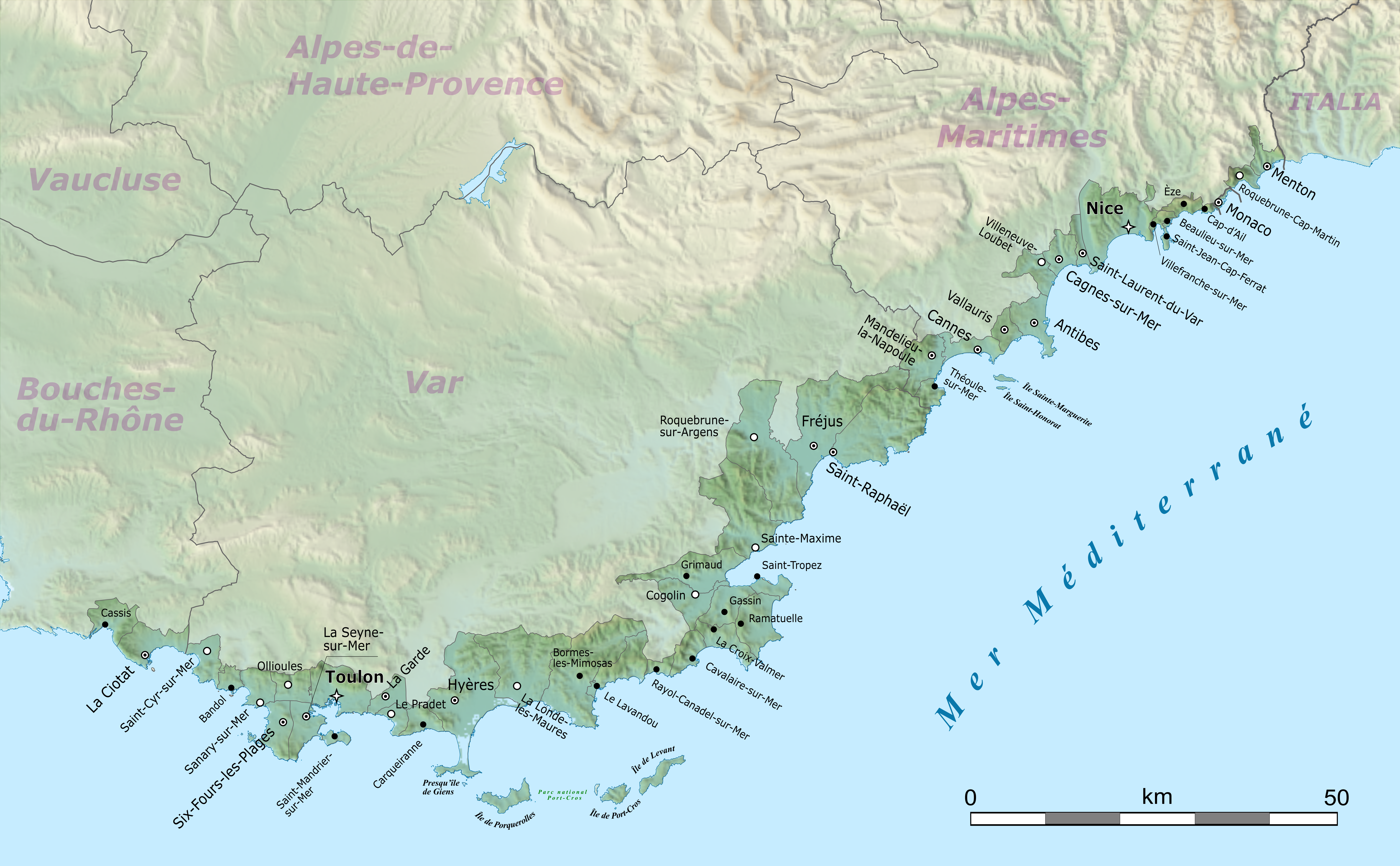
Lazurowe Wybrzeże

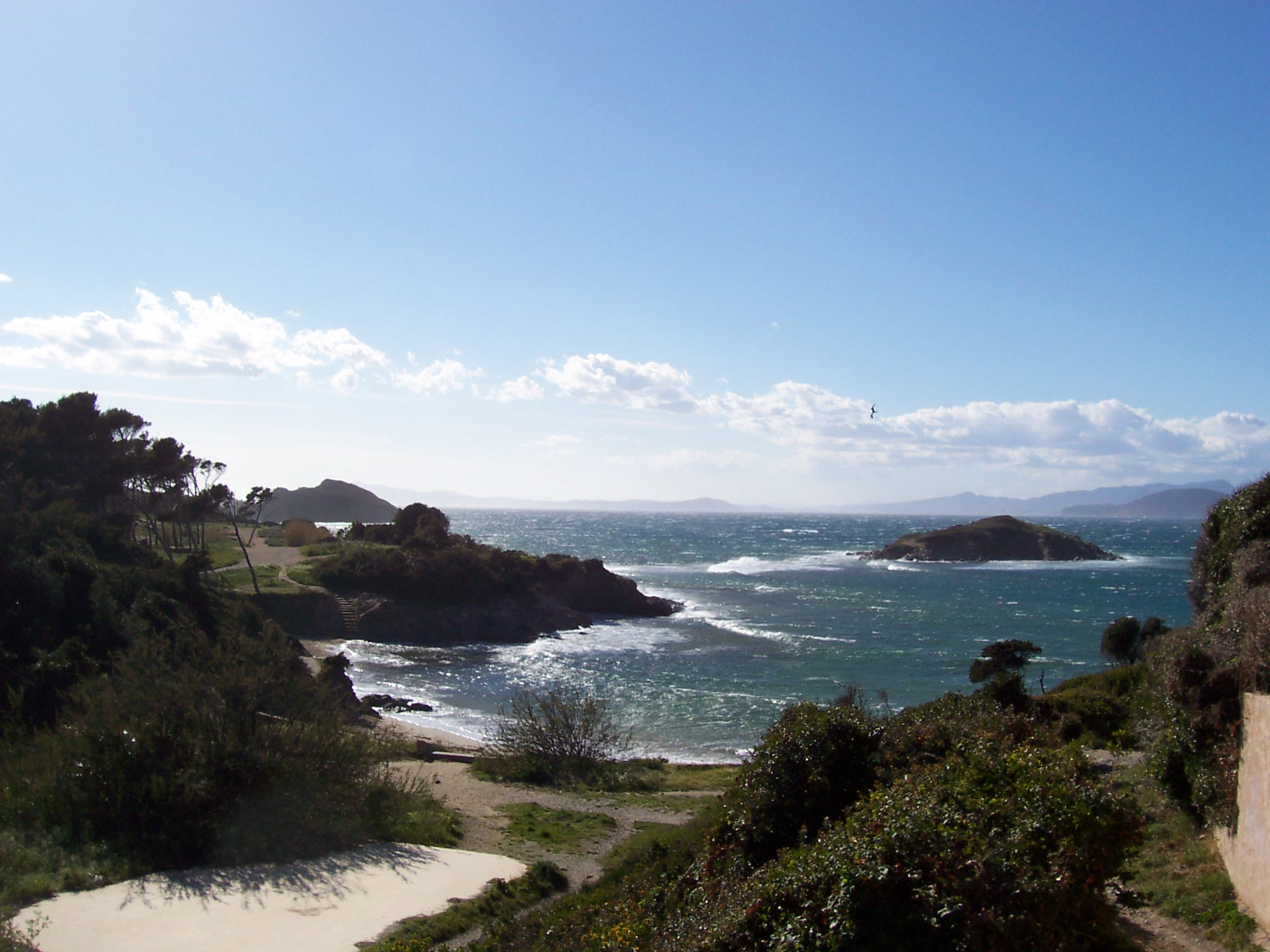
Plaża na Lazurowym Wybrzeżu – Półwysep Giens na wschód od Tulonu

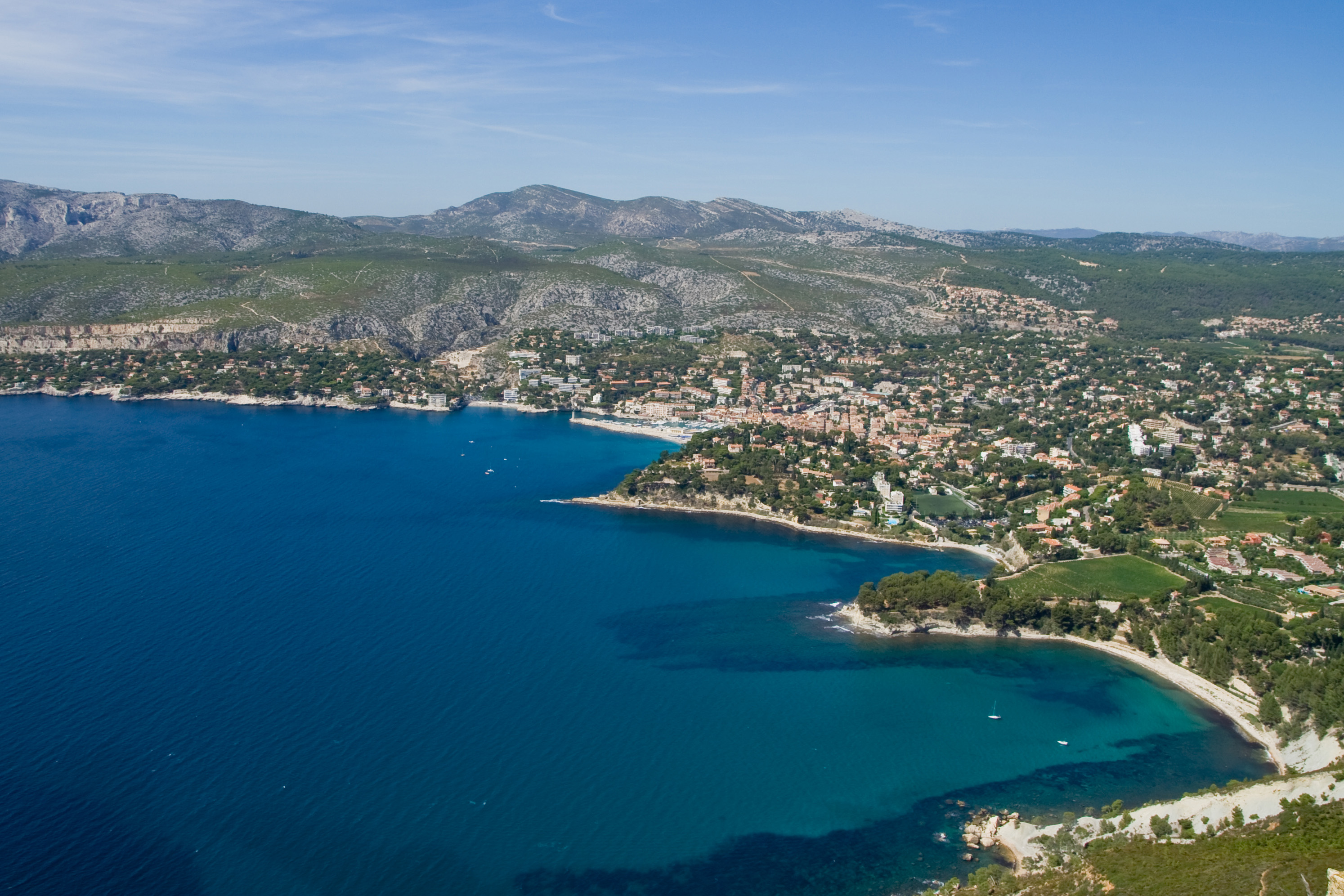
Cassis – widok z Cap Canaille

Lazurowe Wybrzeże (fr. Côte d’Azur), znane także jako Riwiera Francuska – odcinek wybrzeża Morza Śródziemnego we francuskiej Prowansji (region Prowansja-Alpy-Wybrzeże Lazurowe) (PACA), rozciągający się od miejscowości Cassis na zachodzie (na wschodnich przedmieściach Marsylii), po granicę włoską. Jego stolicą jest Nicea.
Jest to największy region turystyczny Francji, który odwiedza około 10 mln turystów rocznie. Początki turystyki w tym obszarze sięgają początków XIX w. Zimą przyjeżdżali tu przede wszystkim bogaci Francuzi i Anglicy. Podczas okresu międzywojennego turyści pojawiali się także coraz częściej w lecie. Po II wojnie światowej na całym wybrzeżu powstała intensywna zabudowa dla celów wypoczynkowych: hotele, mariny, kąpieliska i kasyna.
Nazwy Lazurowe Wybrzeże użył po raz pierwszy francuski pisarz Stéphen Liégeard, który w 1887 wydał książkę zatytułowaną właśnie La côte d’azur, w której opisuje swoją podróż po terenie od wschodnich krańców Marsylii do granic Genui. Za to Anglicy używali już wcześniej i nadal używają określeń Riviera (do której też wliczają część włoską wybrzeża) lub French Riviera (Riwiera Francuska).
Nicea jest największym miastem regionu, w którym poza nią znajdują się także: położone 20 km na wschód Monako i Cannes ok. 35 km na zachód. Region słynie z pięknych plaż i ciepłej wody o lazurowej barwie, oraz umiarkowanego i łagodnego klimatu. Najlepszy czas na zwiedzanie i wypoczynek trwa od maja do września. Od października do kwietnia można korzystać z licznych tras wędrownych, czy w pobliskich Alpach Nadmorskich uprawiać sporty zimowe.
Najważniejsze ośrodki Lazurowego Wybrzeża to (z zachodu na wschód):
- Cassis,
- La Seyne-sur-Mer,
- Tulon,
- Hyères,
- Solliès-Pont,
- Cavalaire-sur-Mer,
- Grimaud,
- Saint-Aygulf,
- Saint-Tropez,
- Sainte-Maxime,
- Fréjus,
- Saint-Raphaël,
- Draguignan,
- Mandelieu,-la-Napoule,
- Cannes,
- le Cannet,
- Antibes,
- Grasse,
- Cagnes-sur-Mer,
- Nicea,
- Villefranche-sur-Mer,
- Monako,
- Menton.